# Callopsylla petaurista
Callopsylla petaurista är en loppart som beskrevs av Tsai Liyuen, Wu Wenching et Liu Chiying 1974. Callopsylla petaurista ingår i släktet Callopsylla och familjen fågelloppor. Inga underarter finns listade i Catalogue of Life.